# Lonetal

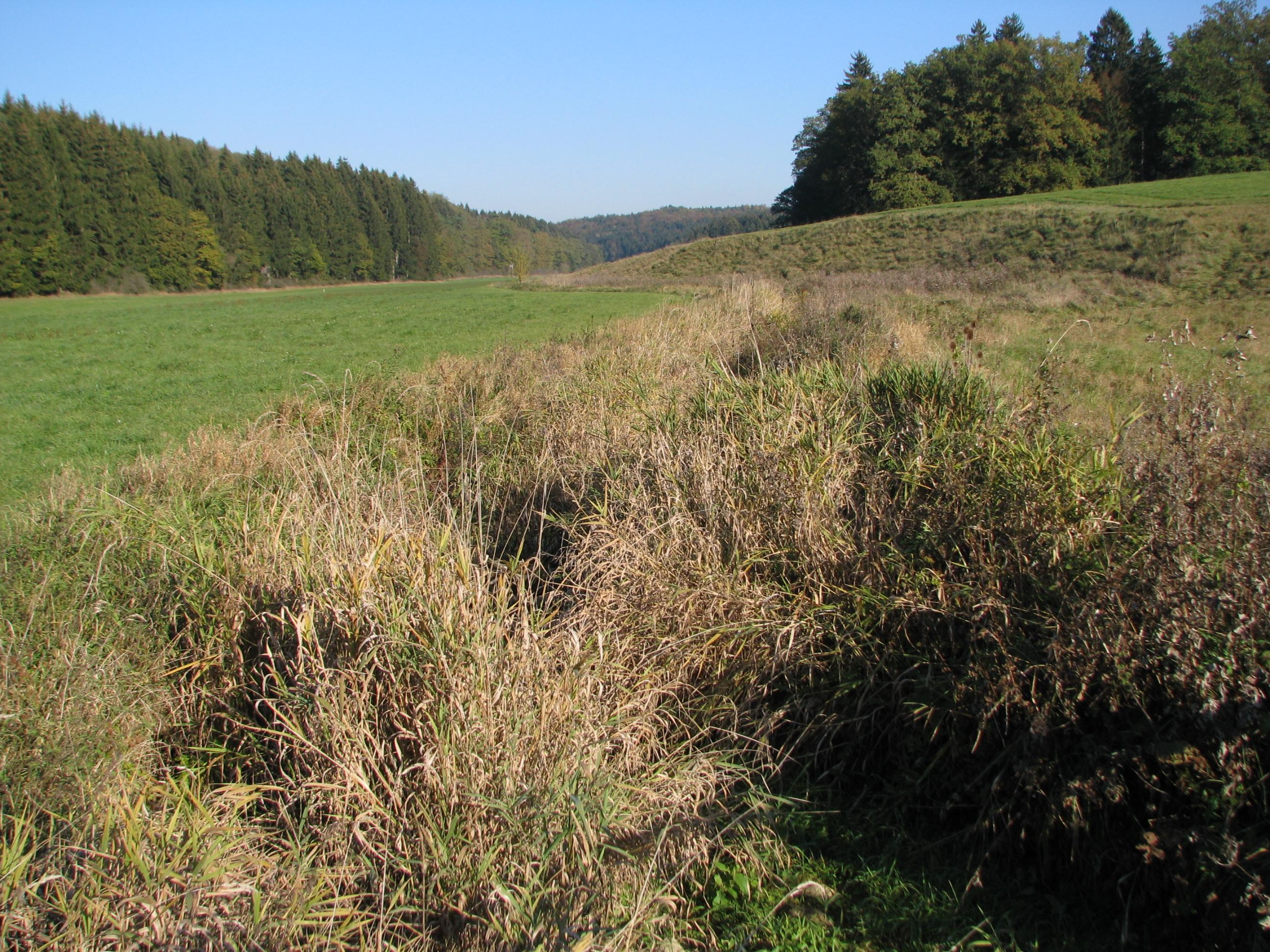
Die Lone, hier bei Bernstadt, liegt meist trocken

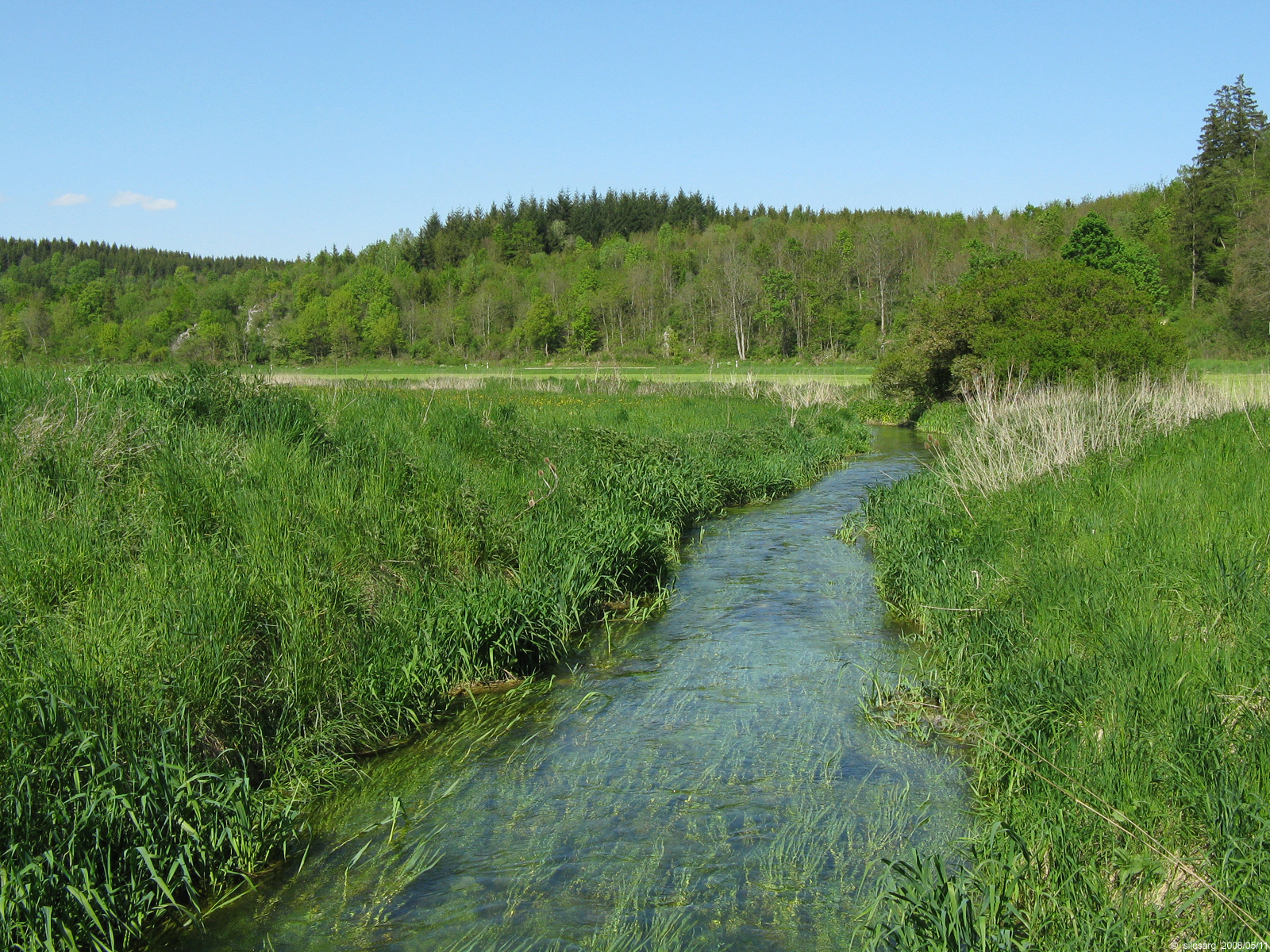
Ein seltener Anblick: Die Lone unweit der Vogelherdhöhle führt Wasser

Das Lonetal liegt zwischen Stuttgart und München im Alb-Donau-Kreis und im Landkreis Heidenheim, Baden-Württemberg. Der namensgebende Bach Lone entspringt in Urspring und mündet nach 30 Kilometern bei Hürben in die Hürbe, die der Brenz zufließt. Da die Lone auf weiten Strecken nur selten Wasser führt, ist das Lonetal eines der längsten Trockentäler Deutschlands. 2006 wurde es daher als eines der 77 bedeutendsten nationalen Geotope in Deutschland ausgezeichnet.

## Geographie

### Vegetation
Die Böschungsbereiche sind meist frei von Gehölzen und werden von einem Rohrglanzgras-Röhricht geprägt. Die meist breite Aue wird als Intensivgrünland genutzt.
Die Talhänge sind fast überall bewaldet. An lichten Stellen tritt die endemische Lonetal-Mehlbeere (Sorbus lonetalensis) auf.

## Geschichte
Vor 200 Millionen Jahren war das heutige Lonetal von einem tropischen Meer bedeckt, dessen Korallen die heute noch sichtbaren hellen Felsen bildeten. Nach dem Rückzug des Jurameeres bildeten abfließende Wassermassen in der Kreidezeit und im Tertiär die einstige Ur-Lone, die zunächst nahe der Alpen, später auf Höhe des heutigen Lonetals in ein subtropisches Meer mündete, in dem sich Haie, Wale und andere Meerestiere tummelten. Im Tal dieser Ur-Lone konnte sich eine reiche Tierwelt ausbreiten.
Noch im Tertiär war das Tal der Ur-Lone die Verlängerung des ursprünglichen Neckars. Der Albtrauf hatte sich zu jener Zeit noch nicht so weit zurück verlagert, der Neckar floss somit deutlich höher. Statt bei Plochingen nach Nordwesten abzuknicken, führte der Neckar über das Tal der Ur-Lone in die Donau. Erst später entstand durch rückschreitende Erosion vom unteren Neckarlauf das heutige Flussknie bei Plochingen. Der Fluss wurde dadurch rheinwärts umgeleitet. Die Lone wurde zum Trockental.
In der Altsteinzeit wurde das Lonetal zum Siedlungsplatz des Homo sapiens und Fundort frühester Kunstwerke. Der Löwenmensch wurde bereits 1939 in der Höhle Hohlenstein-Stadel bei Asselfingen im Lonetal entdeckt, aber erst Jahrzehnte später, nach dem Zusammensetzen der Bruchstücke, wurde die Fundbedeutung klar. Neben dem Löwenmenschen wurden in Höhlen der Schwäbischen Alb (beispielsweise dem Hohlen Fels) weitere Statuen und Objekte aus der altsteinzeitlichen Kultur des Aurignacien gefunden, die mit einem Alter von 30.000 bis 40.000 Jahren die bisher ältesten bekannten Kunstwerke des Menschen darstellen.

## Höhlen im Lonetal
Im Lonetal gibt es mehrere Höhlen.

### Fohlenhaus

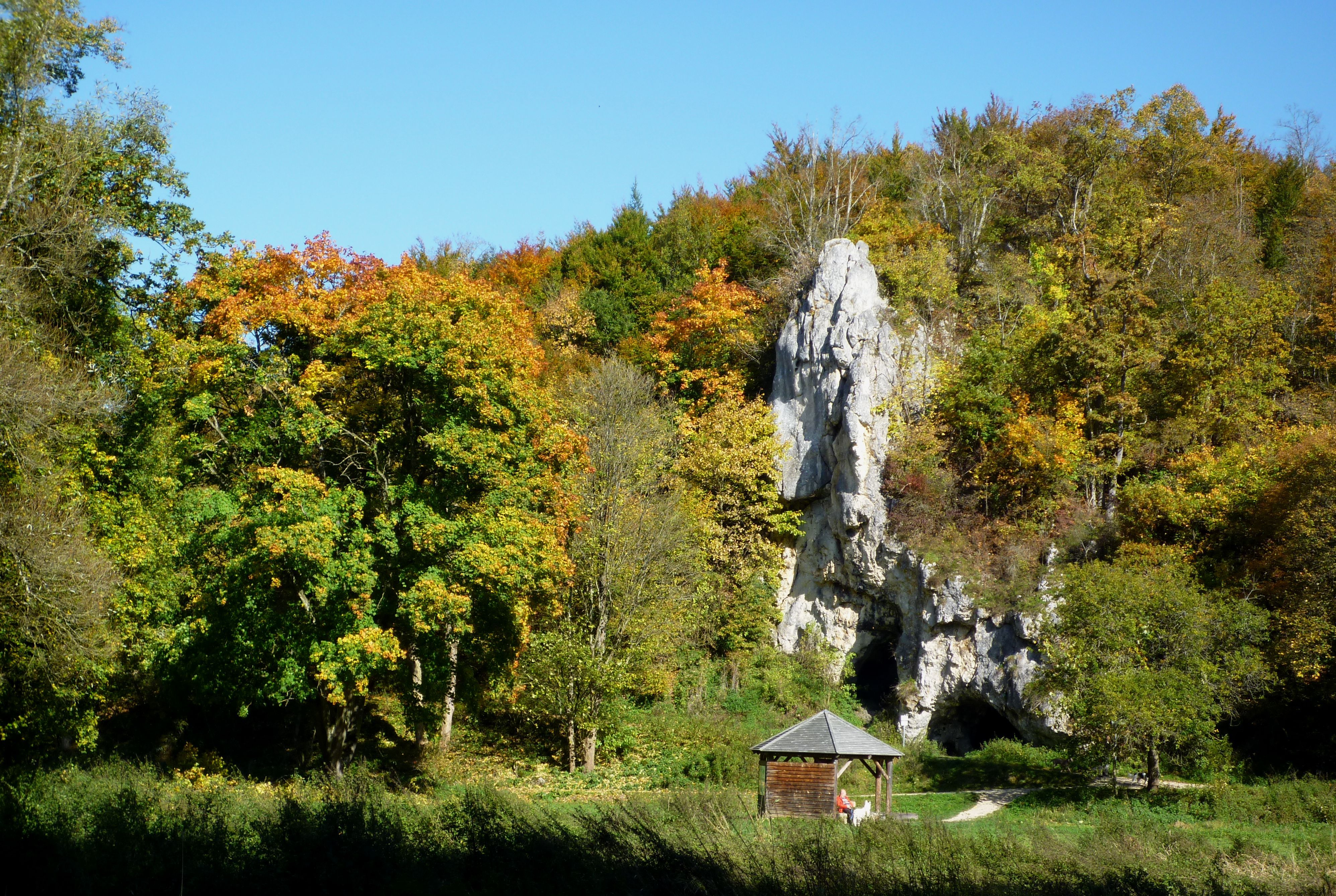
Fohlenhaus

Das Fohlenhaus ist eine begehbare Höhle und liegt dicht an der Lone zwischen Langenau, Bernstadt und Neenstetten im Alb-Donau-Kreis. Den Namen hat die Höhle von der Anordnung der zwei Höhlen-Mundlöcher in einem knapp 20 Meter hohen Felsen, der mit etwas Phantasie ein Fohlen erkennen lässt.
Da das Fohlenhaus ein beliebtes Ausflugsziel ist, führen gut gepflegte Wege zur Höhle. An der Höhle ist eine Schutzhütte mit Grillplatz. Das Waldgebiet um die Höhle ist Bannwald.
Im Fohlenhaus wurden wie auch in anderen Höhlen des Lonetals Belege einer urzeitlichen Besiedelung gefunden.

### Bocksteinhöhle

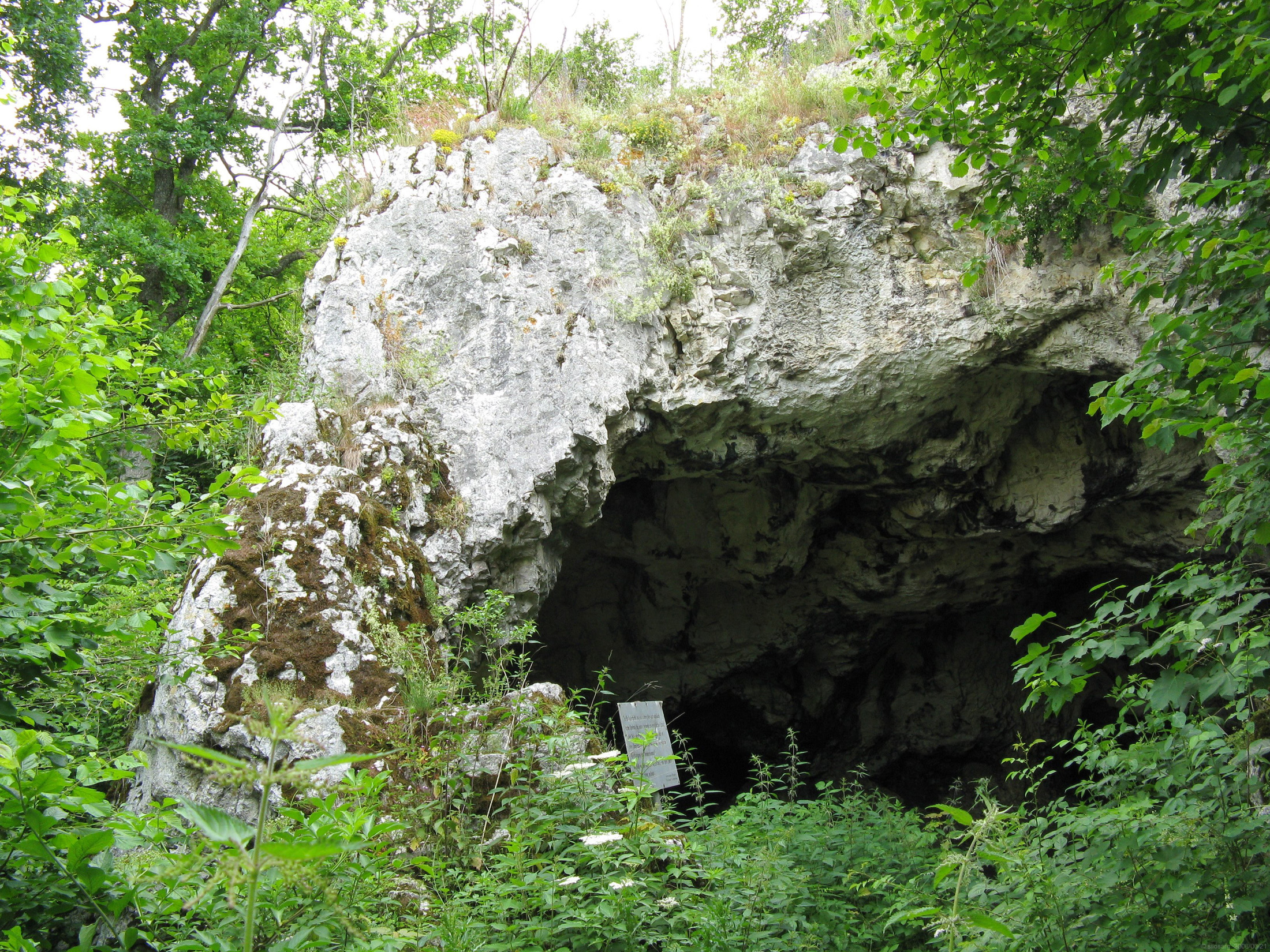
Bocksteinhöhle

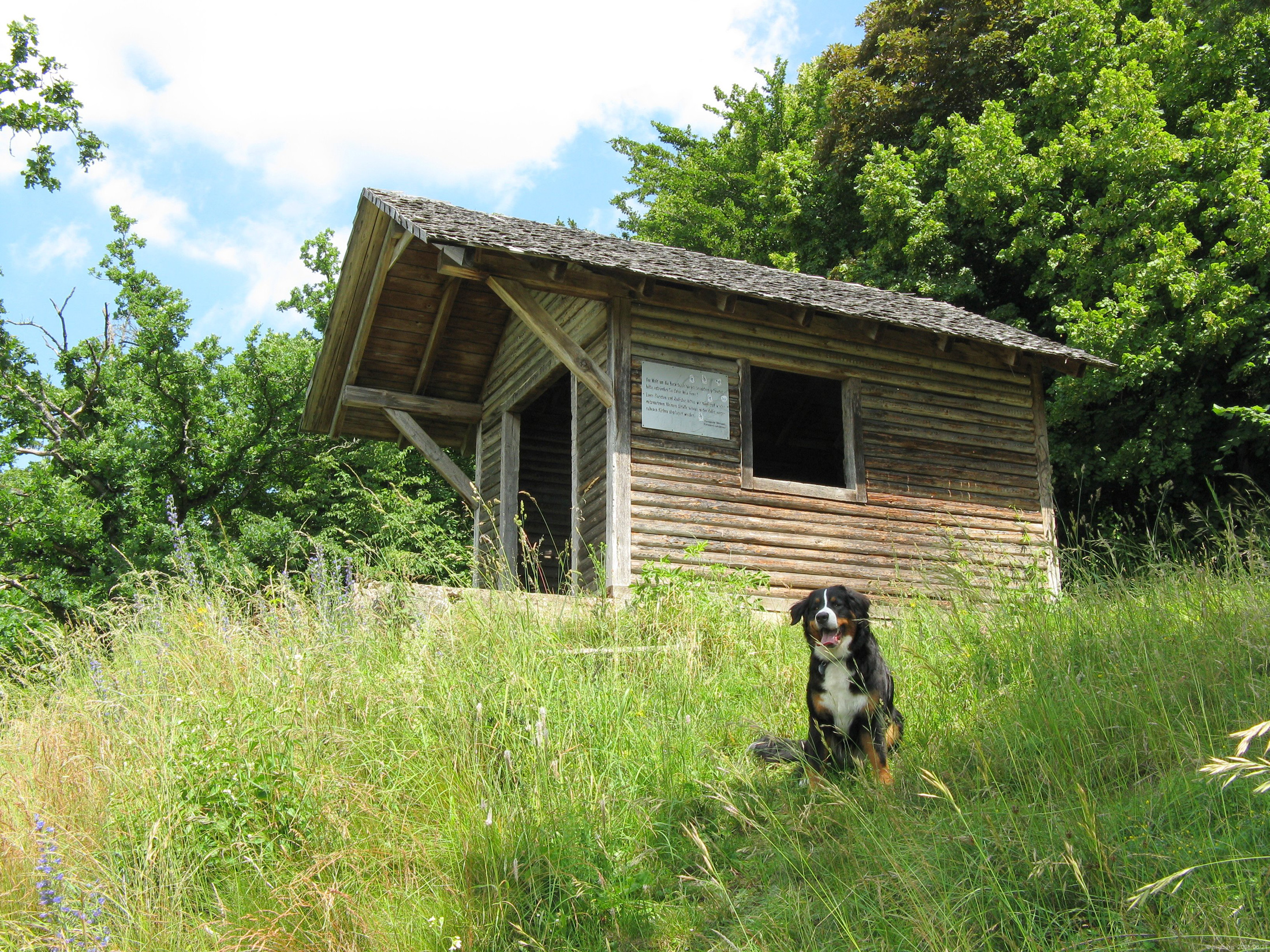
Schutzhütte über der Bocksteinhöhle

Die Bocksteinhöhle liegt nahe der Kreisstraße 3022 zwischen Bissingen ob Lontal und Öllingen auf der Gemarkung der Gemeinde Rammingen im Alb-Donau-Kreis. Sie ist eine etwa 15 m × 20 m große Halle im Felsen, rund 50 m über der Talsohle des Lonetals. Die große Öffnung zur Talseite wurde erst im Zuge der Ausgrabungen geschaffen. Zudem sind mehrere kleine Seitennischen in der Halle bzw. in direkter Nachbarschaft vorhanden (Bocksteinschmiede).
Bei mehreren Grabungen zwischen 1873 und 1956 wurden neben Werkzeugen aus der Mittel- und Jungsteinzeit auch die Skelette einer Frau und eines Säuglings gefunden. Die Skelette werden auf etwa 6200 v. Chr. datiert, andere Funde auf 50.000 bis 70.000 v. Chr. Damit gilt die Bocksteinhöhle mit als älteste Besiedelung in Süddeutschland.
Über der Höhle befindet sich eine Schutzhütte. 2017 wurde die Höhle als Bestandteil der Weltkulturerbestätte Höhlen und Eiszeitkunst der Schwäbischen Alb in das UNESCO-Welterbe aufgenommen.

### Hohlenstein

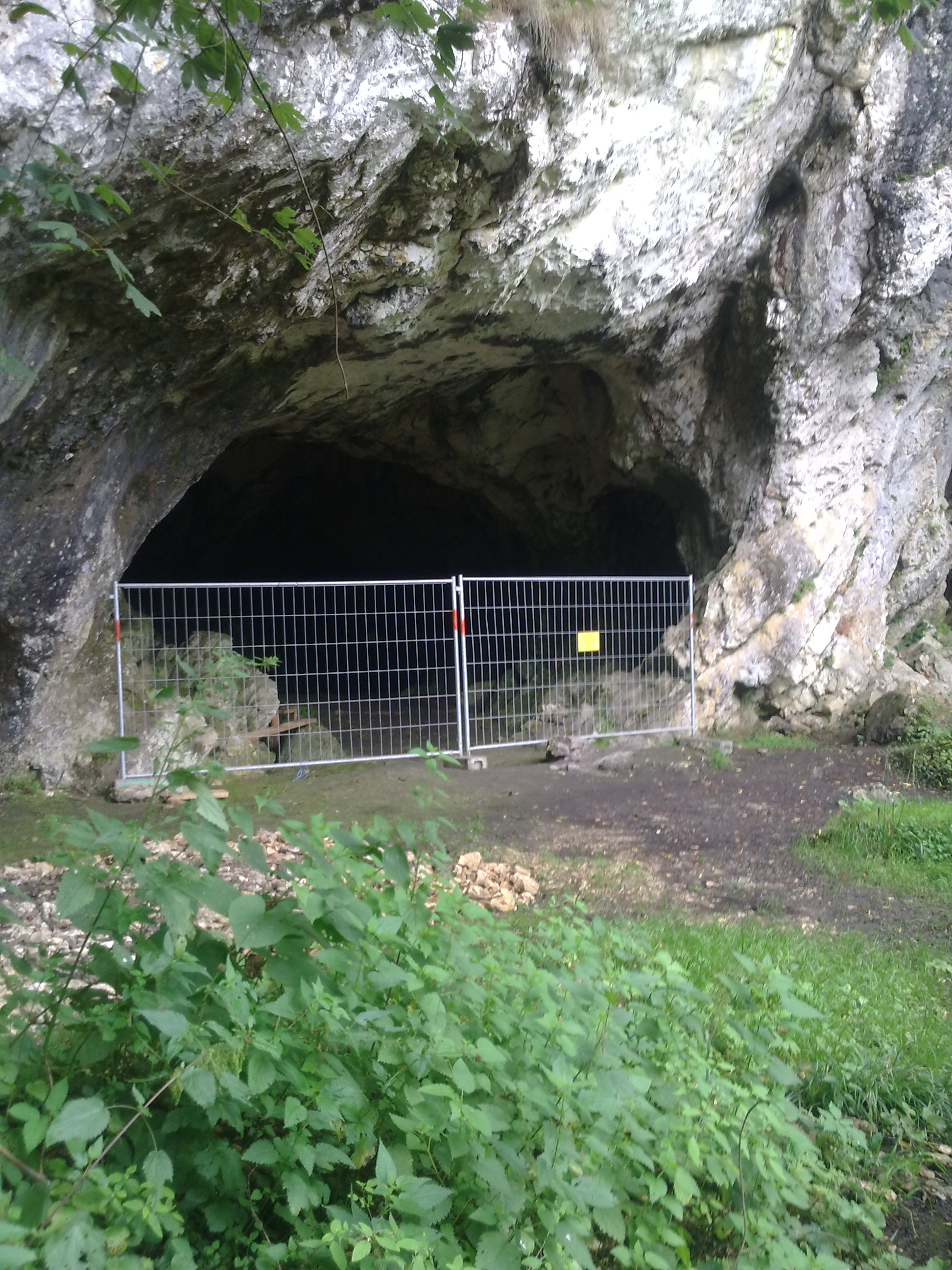
Stadel am Hohlenstein

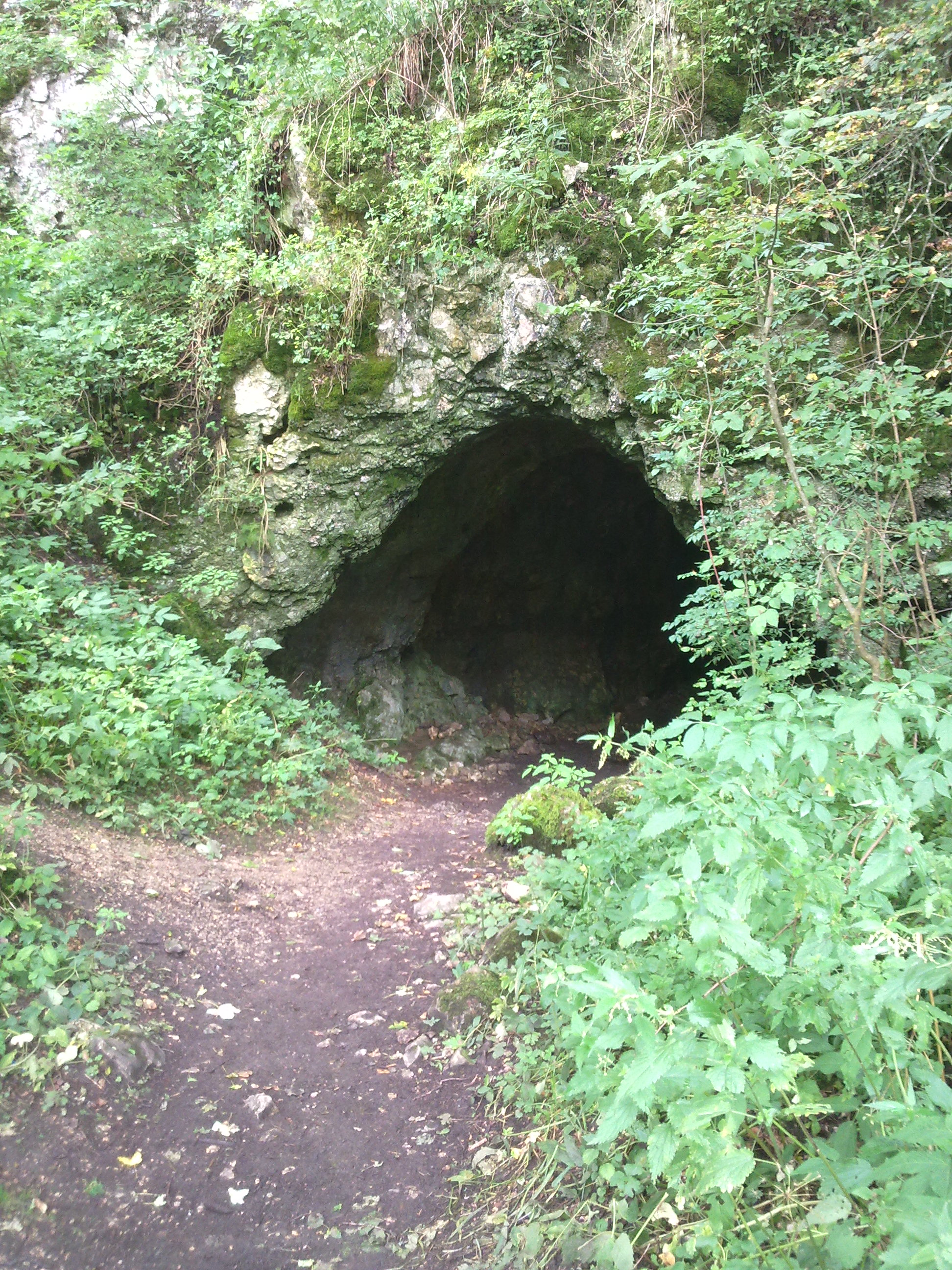
Bärenhöhle am Hohlenstein

Der Hohlenstein (historisch auch Hohler Stein) liegt am Südhang des Lonetals zwischen Bockstein- und Vogelherdhöhle und setzt sich aus mehreren, z. T. verschlossenen Höhlen zusammen:
- Bärenhöhle (ca. 89 m lang), trägt den Namen wegen vieler Bärenknochen, die in der Höhle gefunden wurden.
- Stadel (ca. 69 m lang)
- Kleine Scheuer (10 m breites Felsloch)

Im Hohlenstein-Stadel wurde im Jahre 1939 die etwa 35.000 Jahre alte Figur des Löwenmenschen aus dem Aurignacien gefunden.

### Vogelherdhöhle

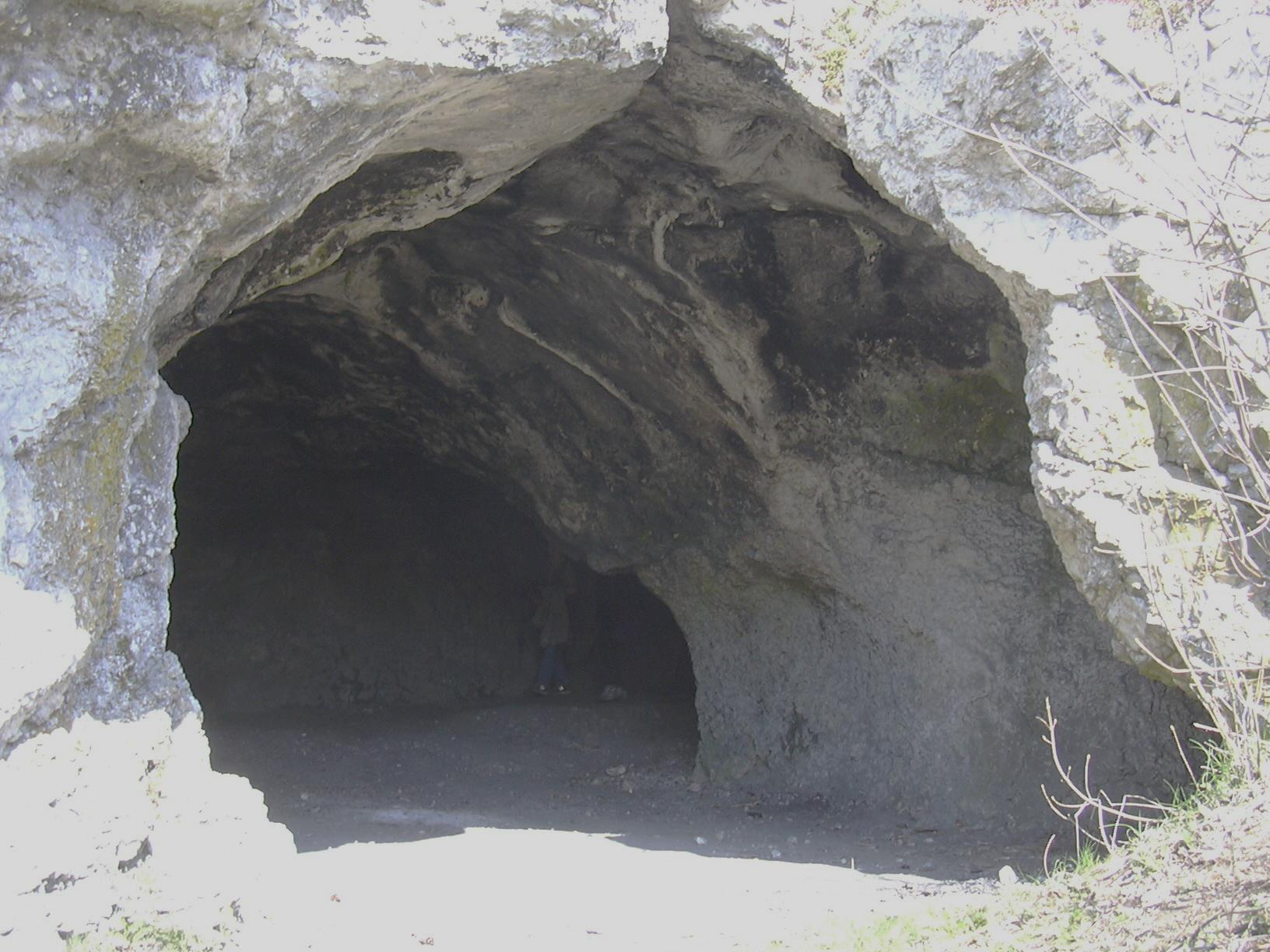
Eingang der Vogelherdhöhle

Die an der Landstraße 1168 zwischen Bissingen ob Lontal und Niederstotzingen liegende Vogelherdhöhle hat drei Mundlöcher. Die zwei großen, 2,5 bis 3,5 m hohen Mundlöcher sind durch einen ca. 40 m langen gebogenen Durchgang miteinander verbunden und werden Große Vogelherdhöhle genannt. Die Kleine Vogelherdhöhle ist am Eingang sehr eng und ca. 40 m lang. Der Durchgang zwischen kleiner und großer Höhle ist verschüttet. Bei archäologischen Ausgrabungen wurden im Jahre 1931 die so genannten „Vogelherdfiguren“ gefunden, die zu den ältesten Kleinkunstwerken der Menschheit zählen.
Der angelegte Grill- und Rastplatz auf dem Hügel über der Höhle wurde abgebaut und besteht nicht mehr. Nahe der Mündung der Lone in die Hürbe befindet sich die Charlottenhöhle.

## Umwelt

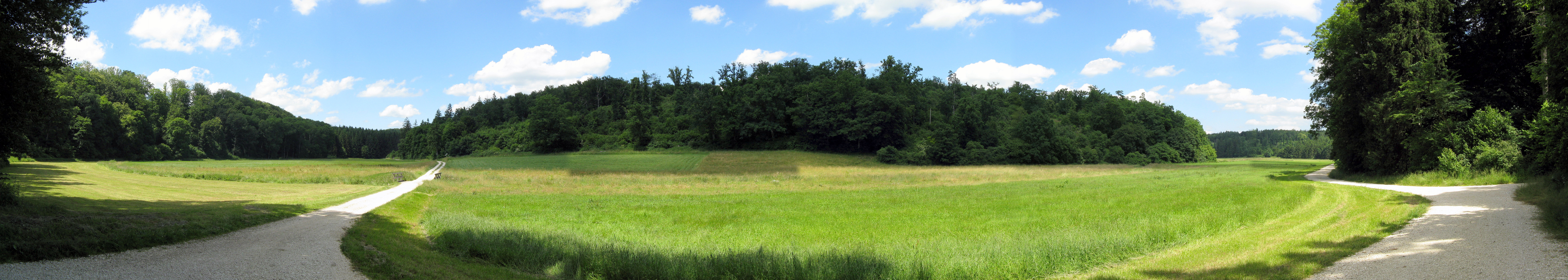
Lonetal beim Hohlenstein

Im unteren Lonetal lassen sich Indizien des Klimawandels erkennen. Führte die Lone z. B. bis vor ca. 15 Jahren noch regelmäßig Wasser, ist sie heute meist trocken. Der Grundwasserspiegel an der Messstelle zwischen Bissingen und Öllingen an der Kreisstraße 7307 weist zeitweilig eine Tiefe von 12 m auf. 

## Trivia
Auf dem Gebiet von Giengen an der Brenz gibt es die Autobahnraststätte Lonetal.